# Acmopolynema
Acmopolynema is een geslacht van vliesvleugeligen uit de familie Mymaridae. De wetenschappelijke naam van dit geslacht is voor het eerst geldig gepubliceerd in 1946 door Ogloblin.

## Soorten
Het geslacht Acmopolynema omvat de volgende soorten:
- Acmopolynema aberrans Fidalgo, 1989
- Acmopolynema bifasciatipenne (Girault, 1908)
- Acmopolynema bimaculatum Subba Rao, 1989
- Acmopolynema brasiliense (Ashmead, 1904)
- Acmopolynema callopterum Fidalgo, 1989
- Acmopolynema campylurum Xu & Lin, 2002
- Acmopolynema capeyorki Triapitsyn & Berezovskiy, 2007
- Acmopolynema carinatum Fidalgo, 1989
- Acmopolynema commune Fidalgo, 1989
- Acmopolynema costaricense Soyka, 1956
- Acmopolynema delphacivorum Fidalgo, 1989
- Acmopolynema dilemma Triapitsyn & Berezovskiy, 2007
- Acmopolynema garemma Triapitsyn & Berezovskiy, 2007
- Acmopolynema gracilicorne Fidalgo, 1989
- Acmopolynema hazomanitrae (Risbec, 1952)
- Acmopolynema helavai Yoshimoto, 1990
- Acmopolynema hervali Gomes, 1948
- Acmopolynema immaculatum Schauff, 1981
- Acmopolynema inaequale Fidalgo, 1989
- Acmopolynema incognitum (Narayanan, Subba Rao & Kaur, 1960)
- Acmopolynema indochinense (Soyka, 1956)
- Acmopolynema infuscatum Fidalgo, 1989
- Acmopolynema isaura Triapitsyn & Berezovskiy, 2007
- Acmopolynema kronidiphagum Fidalgo, 1989
- Acmopolynema longicorne Fidalgo, 1989
- Acmopolynema longicoxillum Xu & Lin, 2002
- Acmopolynema lurindu Triapitsyn & Berezovskiy, 2007
- Acmopolynema malabaricum Subba Rao, 1989
- Acmopolynema mboroense Risbec, 1967
- Acmopolynema miamiense Schauff, 1981
- Acmopolynema michailovskayae Berezovskiy & Triapitsyn, 2001
- Acmopolynema mirabile Fidalgo, 1989
- Acmopolynema missionicum Fidalgo, 1989
- Acmopolynema monicae Mathot, 1968
- Acmopolynema narendrani (Hedqvist, 2004)
- Acmopolynema neznakomka Trjapitsyn & Berezovskiy, 2007
- Acmopolynema nupta Triapitsyn & Berezovskiy, 2007
- Acmopolynema obscuricorne Fidalgo, 1989
- Acmopolynema orchidea Triapitsyn & Berezovskiy, 2007
- Acmopolynema orientale (Narayanan, Subba Rao & Kaur, 1960)
- Acmopolynema pacificum Berezovskiy & Triapitsyn, 2001
- Acmopolynema pecki Yoshimoto, 1990
- Acmopolynema perterebrator Fidalgo, 1989
- Acmopolynema philippinense Soyka, 1956
- Acmopolynema plaumanni Yoshimoto, 1990
- Acmopolynema poecilopterum Fidalgo, 1989
- Acmopolynema polyrhiza Fidalgo, 1989
- Acmopolynema problema Triapitsyn & Berezovskiy, 2007
- Acmopolynema scapulare Fidalgo, 1989
- Acmopolynema sema Schauff, 1981
- Acmopolynema shinbana Triapitsyn & Berezovskiy, 2007
- Acmopolynema shrawastianum Hayat & Anis, 2008
- Acmopolynema tachikawai Taguchi, 1971
- Acmopolynema uma Schauff, 1981
- Acmopolynema ussuricum Berezovskiy & Triapitsyn, 2001
- Acmopolynema varium (Girault, 1917)
- Acmopolynema vittatipenne (Dozier, 1932)